# Баю, Крисна
Крисна Баю (род. 24 декабря 1974, Джакарта) — индонезийский дзюдоист, участник трёх летних Олимпийских игр, бронзовый призёр чемпионата Азии 2004 года.

## Спортивная биография
В 1996 году Баю впервые принял участие в летних Олимпийских играх. В первом раунде соревнований в категории до 85 кг индонезийский дзюдоист уступил испанцу Леону Виллару и выбыл из турнира.
На летних Олимпийских играх 2000 года Баю проиграл в первом раунде соревнований Карлосу Онорато, но поскольку бразилец дошёл до полуфинала, то Крисна попал в турнир за бронзовые медали, где в первом же поединке уступил испанцу Фернандо Гонсалесу и занял 13-е место. В мае 2004 года Баю стал бронзовым призёром чемпионата Азии.
В августе 2004 года на церемонии открытия летних Олимпийских играх в Афинах Баю был знаменосцем сборной Индонезии. Соревнования дзюдоистов сложились для Баю неудачно, индонезиец выбыл в первом раунде в категории до 90 кг, уступив дзюдоисту из Монголии Цэнд-Аюушийн Очирбату.